# الهندوسية في بوتان
الهندوسية هي ثاني أكبر انتماء ديني في بوتان، وتغطي حوالي ربع السكان، وفقًا لمركز بيو للأبحاث 2010. توجد المعابد الهندوسية في جنوب بوتان، ويمارس الهندوس دينهم في مجموعات صغيرة إلى متوسطة الحجم.